# Le Burgaud
Le Burgaud település Franciaországban, Haute-Garonne megyében. Lakosainak száma 937 fő (2022. január 1.). Le Burgaud Savenès, Aucamville, Beaupuy, Bellesserre, Drudas, Launac és Saint-Cézert községekkel határos.

## Népesség
A település népességének változása:
| Lakosok száma | 419  | 419  | 429  | 546  | 892  | 939  | 979  | 957  | 943  | 937  |
|               | 1968 | 1982 | 1990 | 2006 | 2013 | 2015 | 2017 | 2019 | 2020 | 2022 |